# بانات
بانات منطقة تاريخية وجغرافية تقع بين أوروبا الشرقية والوسطى، وتمتد حدودها لتشمل 3 دول: القسم الشرقي منها في غرب رومانيا (مقاطعات تيميتش وكاراس-سيفيرين وآراد جنوب نهر موريش والجزء الغربي من مهدينتي)، والقسم الغربي منها في شمال شرق صربيا (يشمل فويفودينا بصورة رئيسة، باستثناء جزءٍ صغير من مساحته يقع في إقليم بلغراد)، وقسم شمالي صغير ينتمي لجنوب غرب المجر (مقاطعة تشونغراد).
تأثر التنوع الإثني التاريخي في المنطقة بأحداث الحرب العالمية الثانية، ويسكن بانات اليوم أغلبية ساحقة من الرومانيين والصرب والمجريين، مع وجود مجموعات سكانية صغيرة من مجموعات إثنية أخرى تعيش في المنطقة، وجميعهم مواطنون من صربيا أو رومانيا أو المجر.

## الاسم

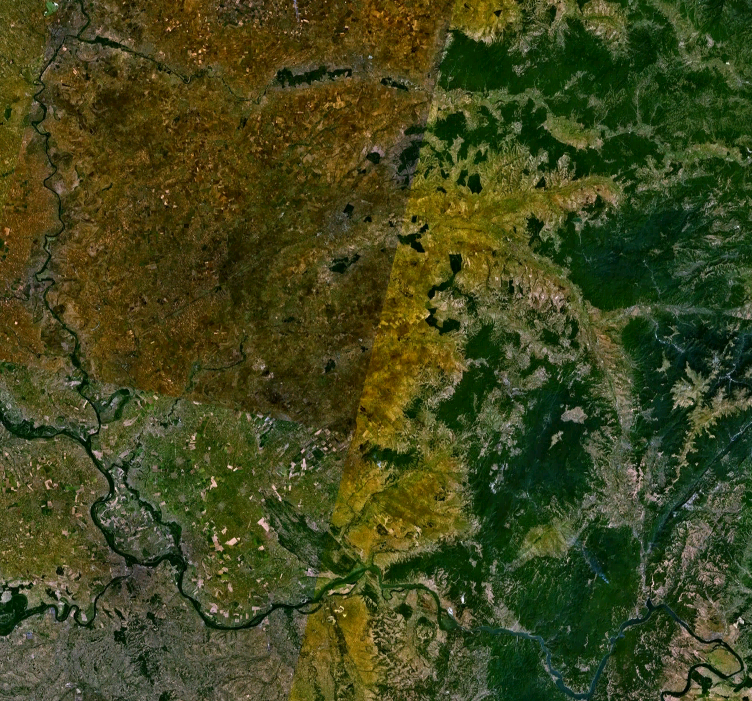
صورة جوية

في فترة العصر الوسطى، أُطلق مصطلح «باناتي» على مقاطعة حدودية يحكمها حاكم عسكري يُدعى بان.
في عهد مملكة المجر إبان العصور الوسطى، ظهرت حدود أراضي بانات الحالية في مصادرٍ مكتوبة تحت اسم «تيمشكوز» (ذُكر الاسم أول مرة في عام 1374). يشير الاسم المجري أساسًا إلى مناطق الأراضي المنخفضة بين أنهار موريس وتيسا والدانوب. كان اسمها العثماني هو «إيالة تيمشفار» (إيالة يانوفا لاحقًا). أُطلق على أراضي تيمشكوز (بانات) أيضًا اسم «راسيا» (أي بلد الصرب، 1577) إبان فترة الاحتلال العثماني.
في الفترة المبكرة من العصر الحديث، برزت منطقتان اسمهما بانات، دُمجتا لاحقًا -جزئيًا أو كليًا- في المنطقة التي تُعرف اليوم باسم بانات، وهما بانات لوغوس وكارانسيبيس في القرن السابع عشر، وبانات تيميشوارا أو بانات تيميتش في القرنين الثامن عشر والتاسع عشر. تشير كلمة «بانات» عادة، ومن دون أي تعديلات أو إضافات أخرى، إلى بانات تيميشوارا التاريخية، والتي حصلت على هذه المكانة واللقب بعد اتفاقية باساروفجا عام 1718، استُخدم الاسم أيضًا بين عامي 1941 و1944 إبان فترة احتلال قوى المحور، ودلّ حينها على كيان سياسي قصير العمر شمل الجزء الصربي فقط من بانات التاريخية.
يتشابه اسم بانات في كثير من اللغات المختلفة في المنطقة، فهو Banat في الرومانية، وBanat / Банат في اللغة الصربية الكرواتية، وBánát أو Bánság في المجرية، وБанат في البلغارية، وBanat في الألمانية، وБанат في الأوكرانية، وBanat في التركية، وBanát في السلوفاكية، وBanát في التشيكية، وΒάνατον أو ڤاناتون في اللغة اليونانية. توجد مصطلحات أخرى في بعض تلك اللغات، انطلاقًا من الإطار المرجعي لكلّ لغة، تصف هذه المنطقة التاريخية والجغرافية.

## جغرافيا
تُحدد بانات بكونها جزءًا من حوض بانونيا، يحدّها نهر الدانوب من الجنوب، ونهر تيسا من الغرب، ونهر موريس من الشمال، والجزء الجنوبي من سلسلة جبال الكاربات من الشرق. تبلغ مساحة المنطقة الكلية 28,526 كلم مربع. تُعد تيميشوارا عاصمتها التاريخية، وتقع اليوم في مقاطعة تيميتش في رومانيا.
تُعد حدود بانات اليوم جزءًا من مقاطعات تيميتش وكاراس-سيفيرين وآراد ومهدينتي الرومانية، ومقاطعة فويفودينا الصربية ذاتية الحكم ومقاطعة مدينة بلغراد، ومقاطعة تشونغراد المجرية.
تبلغ مساحة بانات الرومانية 18,966 كلم مربع، وهي منطقة جبلية في الجنوب والجنوب الشرقي، لكنها أرض مسطحة في الشمال والغرب والجنوب الغربي، ومستنقعيّة في بعض الأماكن أيضًا. يسود المنطقة مناخٌ صافٍ عمومًا، باستثناء الأجزاء التي تحتوي سبخات أو مستنقعات. يُزرع القمح والشعير والشوفان والشيلم والذرة والكتان والقنّب والتبغ بكميات كبيرة، وتُعد منتجات الكروم منتجاتٍ عالية الجودة. تعد المنطقة وفيرة بالطرائد، وتعجّ الأنهار بالأسماك. تتميّز المنطقة بالثروات المعدنية أيضًا، كالنحاس والقصدير والرصاص والزنك والحديد، والفحم على وجه الخصوص. تحتوي بانات الرومانية الكثير من الينابيع المعدنية، أبرزها ينابيع بلدة ميهاديا، ذات المياه الكبريتية التي عُرفت في الفترة الرومانية باسم Termae Herculis (بلدة Băile Herculane حاليًا). تشمل «منطقة بانات» الرومانية حاليًا بعض المناطق الجبلية التي لم تكن جزءًا من بانات التاريخية أو سهل بانونيا.
تؤلّف السهول أغلب تضاريس بانات الصربية. يُزرع فيها القمح والشعير والشوفان والشيلم والذرة والقنب ودوار الشمس، ويؤلّف النفط والغاز الطبيعي أبرز ثرواتها المعدنية. تُعدّ منطقة ديليبلاتسكا بيسكارا وجهة سياحية رائجة في بانات. هناك الكثير من الأقليات الإثنية المتعددة في المنطقة، مثل المجريين (10.21% من السكان) والرومانيين والسلوفاكيين والبلغار والمقدونيين وشعب الروما وغيرهم.

## تاريخ

### ما قبل التاريخ والعصور القديمة
كان سكّان العصر الحجري الحديث أول المستوطنين المعروفين في منطقة بانات الحالية. في القرن الرابع قبل الميلاد، استوطنت قبائل الكلت المنطقة. عُثر في هذه المنطقة على الكثير من أدوات حضارة لاتين وحضارة هالشتات. كانت قبيلتا سكورديشي وتوريشي أبرز تلك القبائل. أسس السكورديشي دولة قوية وصكّوا عملتهم المحليّة، مقلّدين عملة تترادراخما المقدونية. أخضع السكورديشي كافة القبائل الأخرى الموجودة في المنطقة، وأخضعوها لسلطة الحاكم الغيتيّ بوريبيستا، فكانت المنطقة جزءًا من مملكة داقية تحت سلطة بوريبيستا في القرن الأول قبل الميلاد، لكن توازن القوى في المنطقة قد تغيّر إبان حملات أغسطس قيصر. في بداية القرن الثاني ميلادي، قاد الإمبراطور تراجان حربين ضد داقية، وهما حملة العام 101-102، وحملة العام 105-106. خضعت أراضي بانات في النهاية إلى الحكم الروماني، وأصبحت جسرًا مهمًا بين داسيا الرومانية والأجزاء الأخرى من الإمبراطورية. ترك الحكم الروماني تأثيرًا ملحوظًا: فتأسست المعسكرات الرومانية (كاسترا) ومحطات الحرس، وعُبّدت الطرق وشُيّدت المباني العامة. تأسست في تلك الفترة أيضًا منشآت الحمامات العامة في أد أكواس هيركوليس، والتي تجسّد اليوم بلدة بويلي هيركولاني. برزت عدة مستوطنات رومانية هامة في بانات، أهمّها: أرتشيدافا (فوروديا حاليًا) وكينتوم بوتيا (فوروتيك حاليًا) وبيرزوفيس (برزوفيا حاليًا) وتيبيسكوم (كارانسيبيش حاليًا) وأنيافية (زافوي) وأد بانونيوس (تيريغوفا حاليًا) وبريتوريوم (ميهاديا حاليًا) ودييرنا (أورشوفا حاليًا).
في عام 273 ميلادي، سحب الإمبراطور أورليان الجيش الروماني من داسيا، فسقطت المنطقة في أيدي دول الفيوديراتي مثل السارماتيين والقوط لاحقًا، وهم الذين استولوا على مناطقٍ أخرى من داسيا.

### فترة الهجرة والعصور الوسطى المبكرة
اضطر القوط إلى تنظيم حكمهم المركزي في حوض بانونيا (سهل بانونيا) إثر هجمات الهون، وهي منطقة تشمل القسم الشرقي الغربي من بانات الحالية. تفكّكت إمبراطورية الهون في غضون أيامٍ بعد وفاة أتيلا، فأسس الغبيديون مملكة جديدة في المنطقة، لكنهم هُزموا بعد 100 عام على يد آفار أوراسيا.
أسس الآفار مركز حكم في المنطقة، ولعب دورًا مهمًا في الحروب الأفارية البيزنطية. جاء في إحدى السجلات المنقوشة في خزنة ناغ سانت ميكلوش (أصلها محلّ خلاف) أسماء حاكِمَين محليين هما بوتول وبويلا، حمل كلاهما لقب زوبان السلافي. استمرّ حكم الآفار في المنطقة حتى القرن التاسع عشر، حين بدأت حملات شارلمان. أصبحت منطقة بانات جزءًا من الإمبراطورية البلغارية الأولى بعد بضع عقود. تظهر الدلائل التاريخية أن الآفار والغبيديين عاشوا هناك حتى منتصف القرن العاشر. سبّب الحكم الآفاري هجرةً سلافية كبيرة إلى جنوب سهل بانونيا والبلقان.
في عام 895، انخرط المجريّون -الذين عاشوا في إتيلكوز- في الحرب البيزنطية البلغارية إلى جانب بيزنطة، وهزموا البلغار في تلك الحرب. نتيجة ذلك، تحالف البلغار مع البجناك، فهاجم هؤلاء المستوطنات المجرية، ما أدى إلى حدث تاريخي يُعرف بالاستيلاء الهنغاري على حوض بانونيا، ويُشار إليه في اللغة الهنغارية بـ«الفتح» (honfoglalás). أدى ما سبق أيضًا إلى خسارة جزءٍ من الأراضي شمال الدانوب لصالح الإمبراطورية البلغارية.

## صور

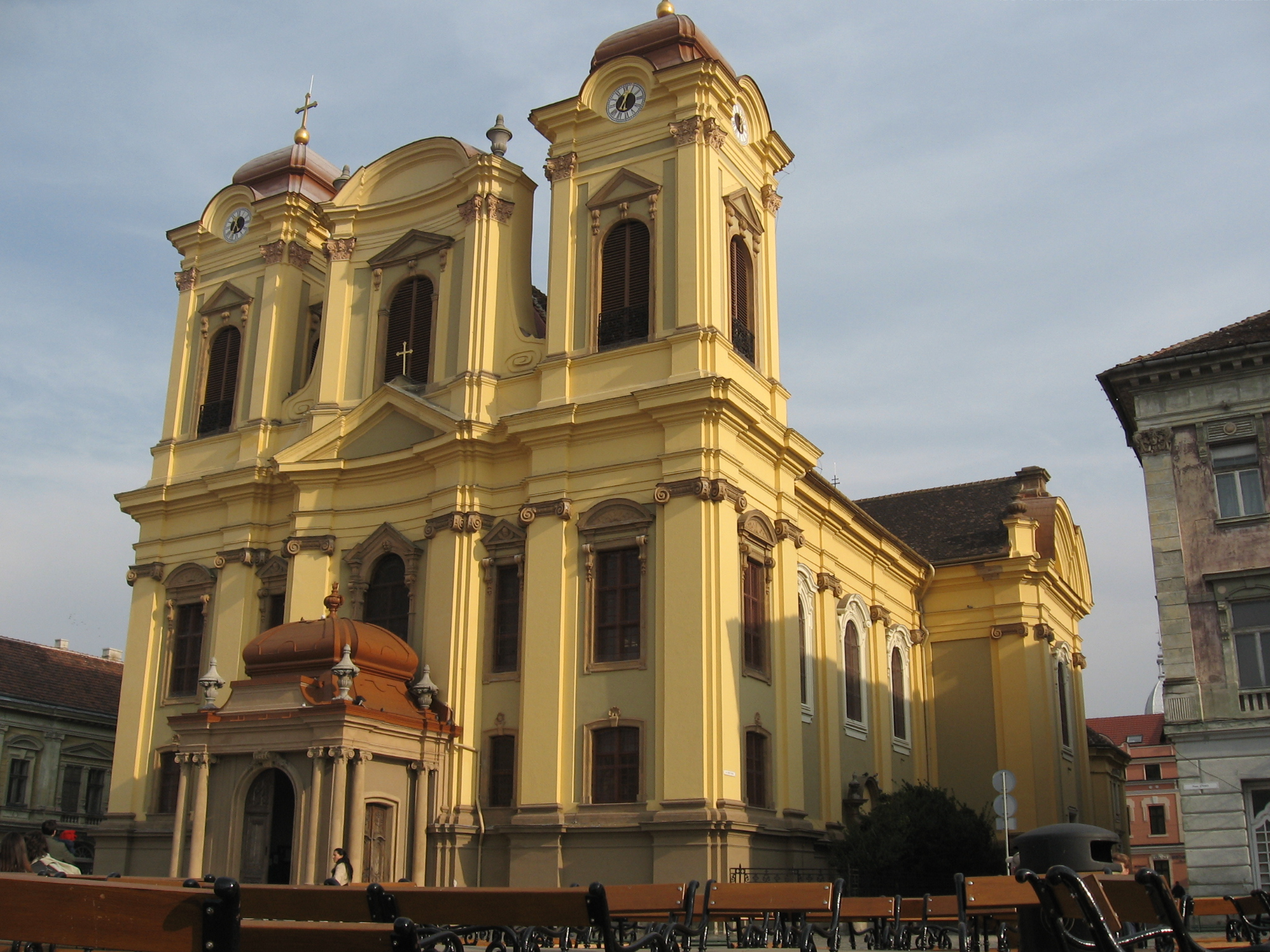
كنيسة
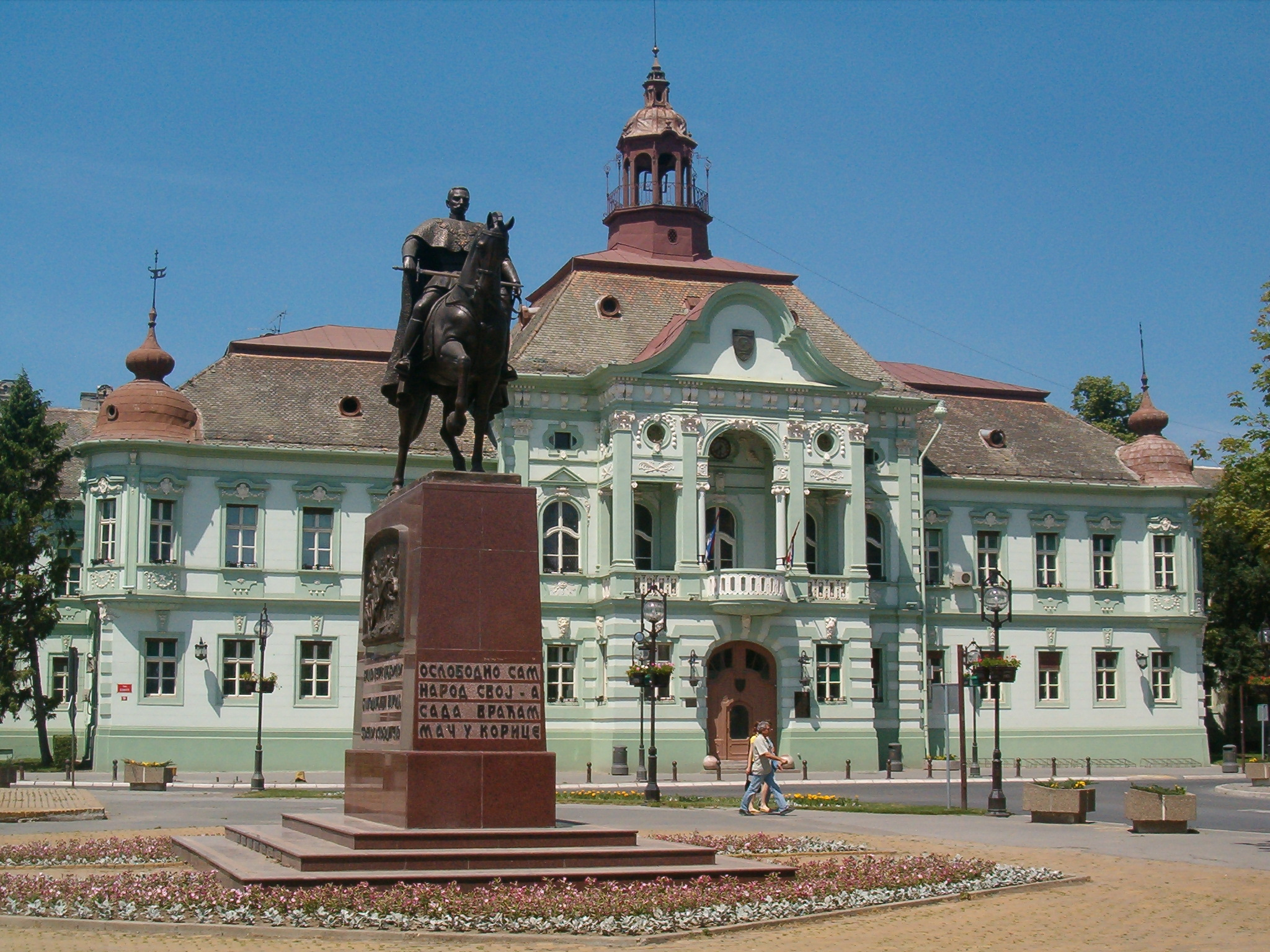
زرنجانین، صربيا, City Hall and monument of King Petar I of Serصربيا
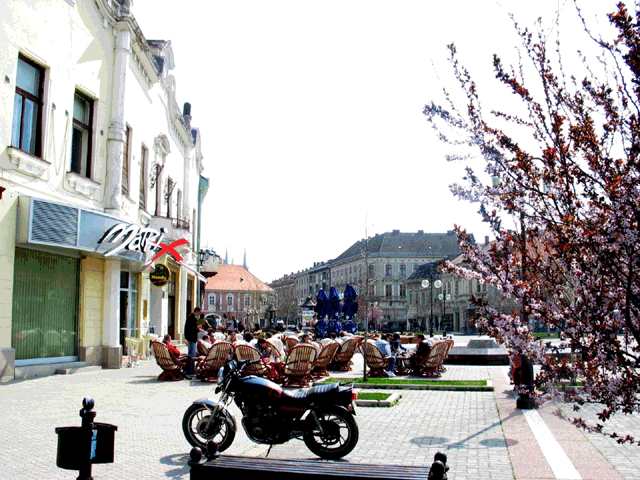
صربيا
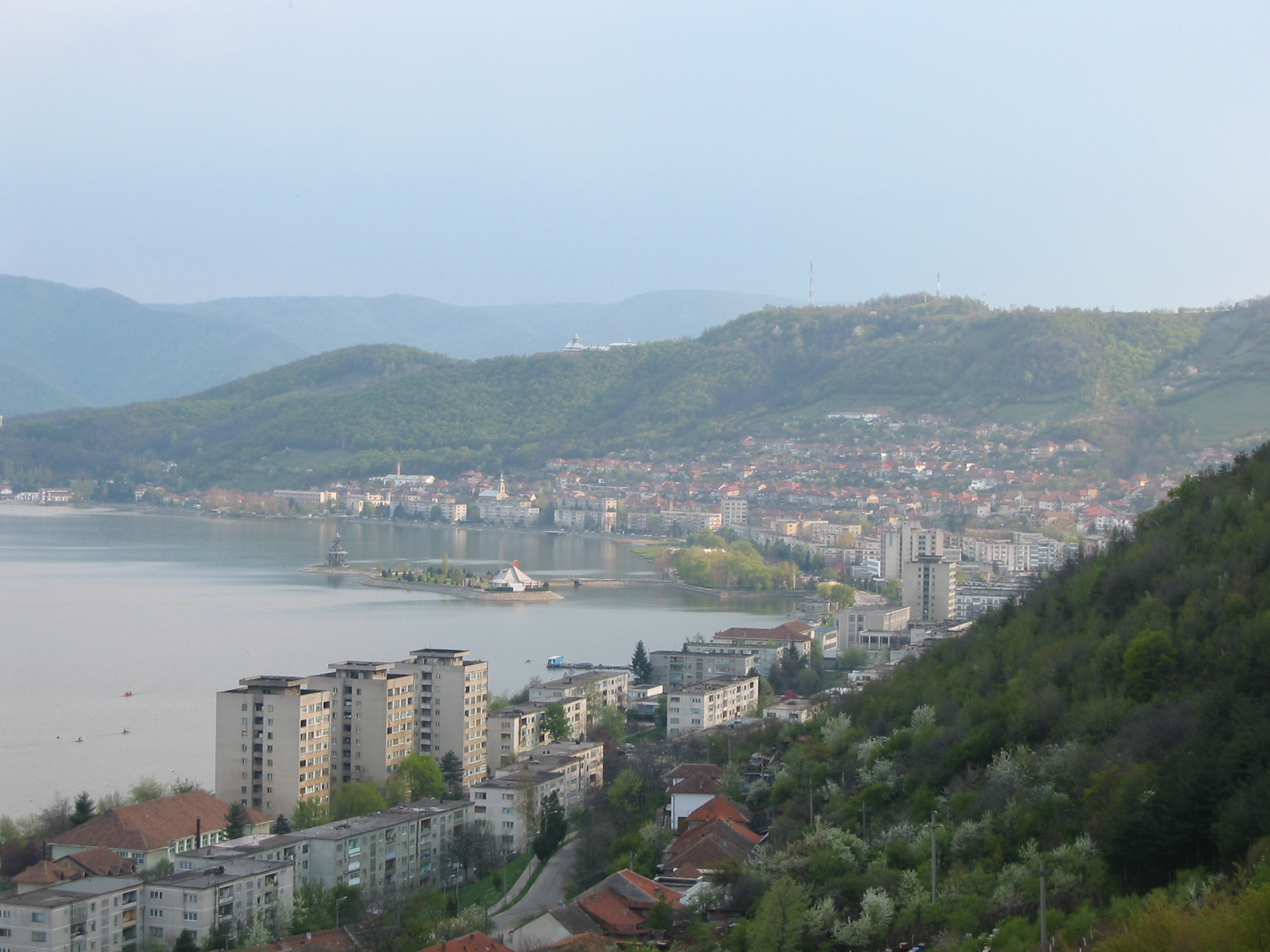
رومانيا
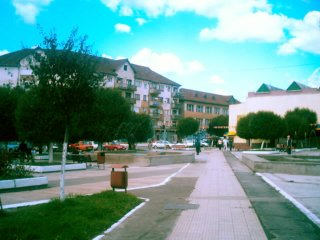
مركز مدينة وتسولو في رومانيا
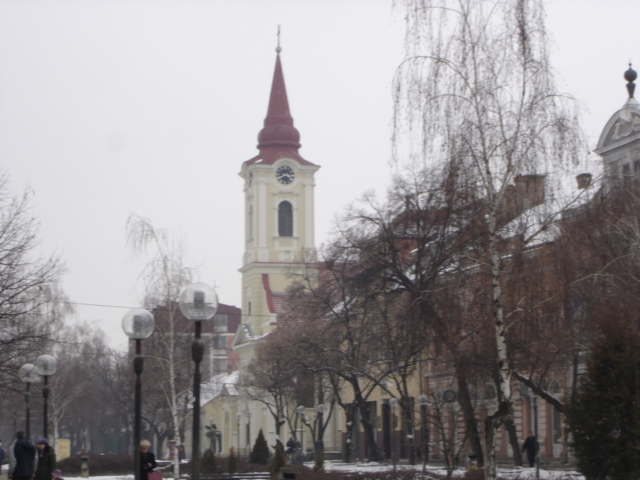
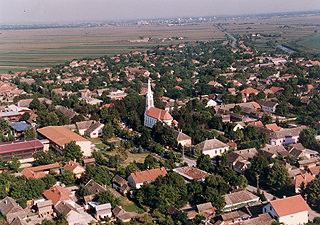
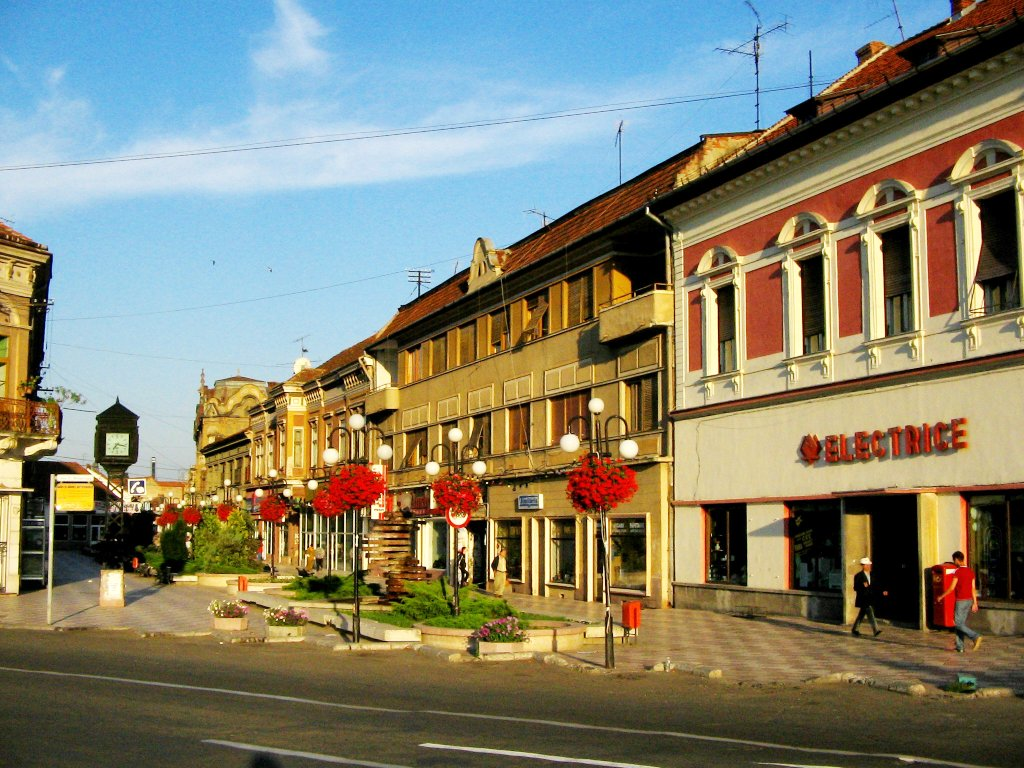
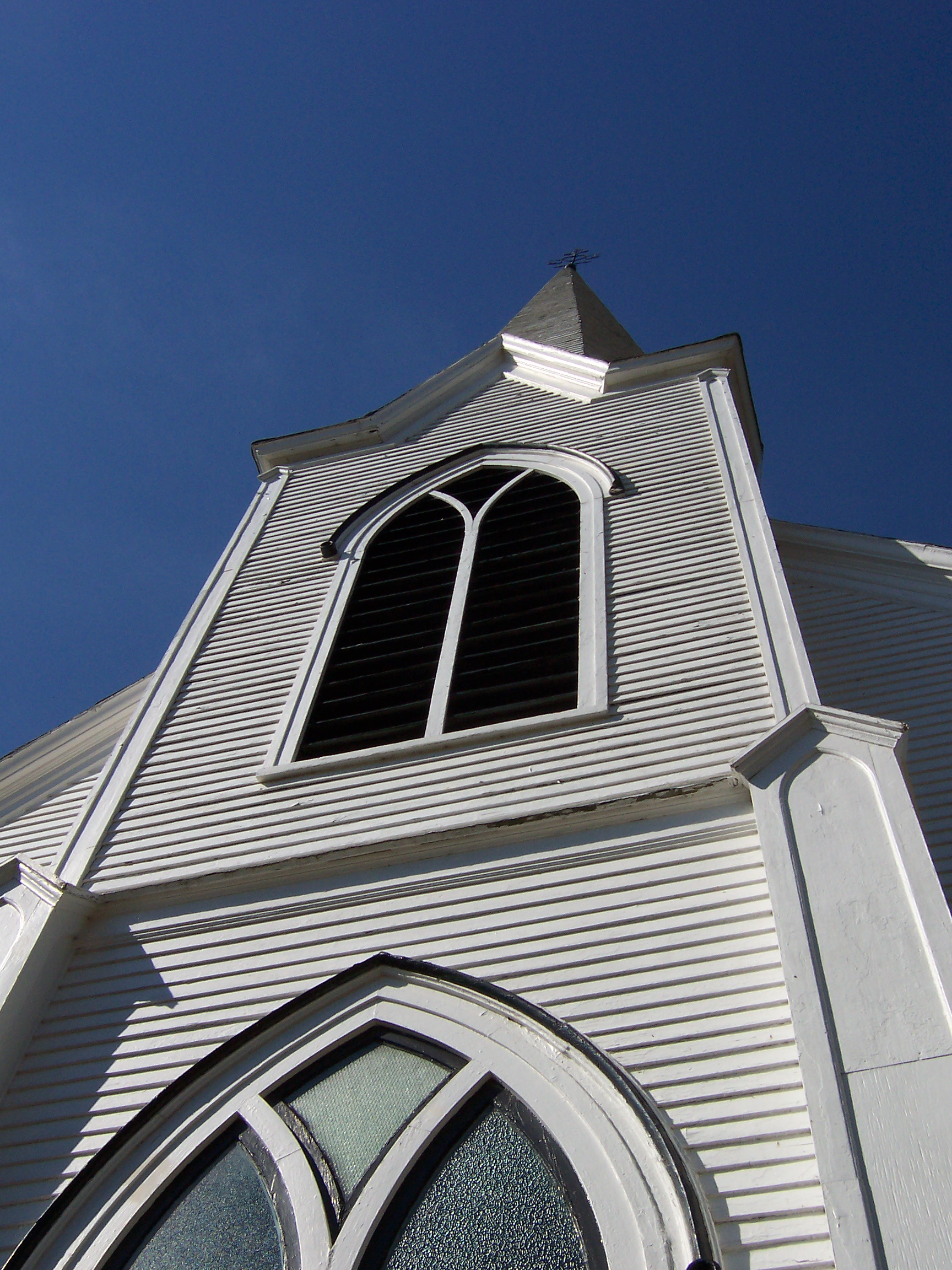
Jimbolia
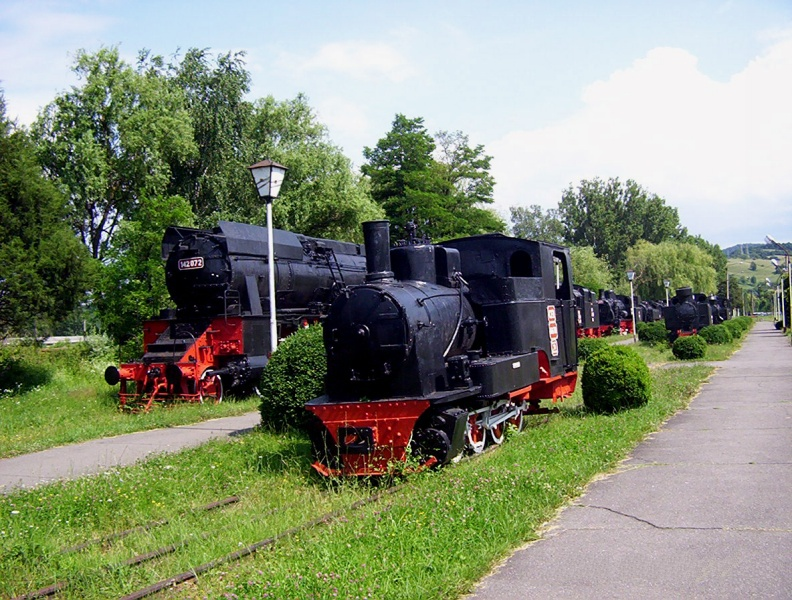
The locomotive museum in ريشيتسا.
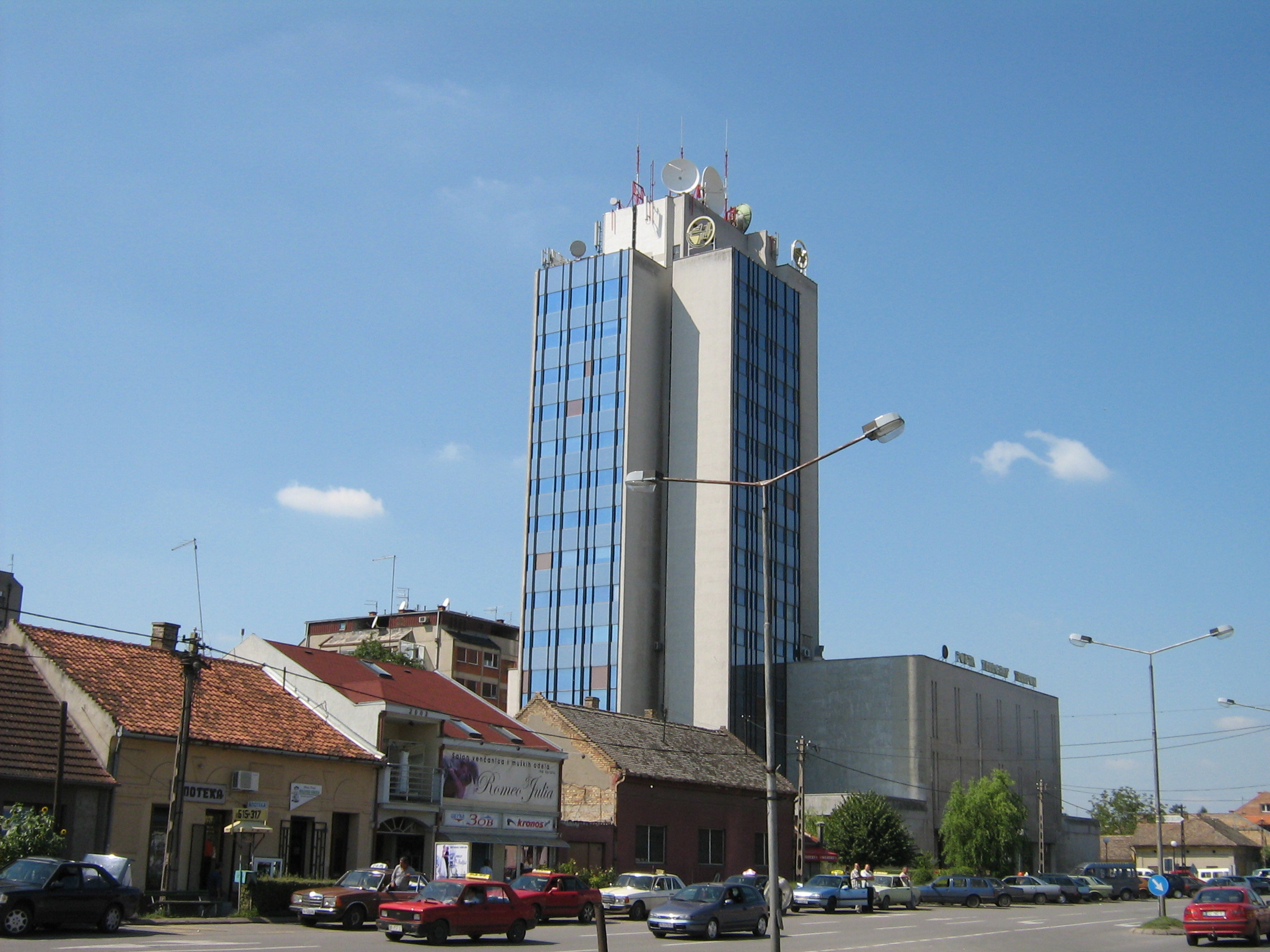

## أعلام
- يوزاف يانكو
- يان كورنيليوس